# Balduíno (futebolista)

João Carlos da Silva, mais conhecido como João Carlos Balduíno ou apenas Balduíno (Florianópolis, 30 de agosto de 1952), é um radialista, comentarista esportivo, ex-futebolista e ex-técnico brasileiro que atuava como meia.

## Carreira
Atuando no meio-campo, foi o jogador que mais disputou o clássico entre Avaí e Figueirense, o maior de Santa Catarina: 75 vezes, vestindo as duas camisas.
Começou nas categorias de base do Figueirense em 1967. Passou depois por Tamandaré (clube já extinto de SC), Avaí, Joinville, Grêmio e Figueirense de novo em vários outros momentos da carreira, que encerrou em 1984. Neste ano, já dava aulas de futebol dentro do curso de Educação Física na Universidade do Estado de Santa Catarina. Atualmente aposentado como professor, mora na ilha onde nasceu e é comentarista esportivo da TV Record. É divorciado, tem dois filhos e um neto.
Em 2010, deixou seu pé eternizado na calçada da fama da Ressacada. Homenagem feita ao jogador que vestiu a camisa do clube durante a década de 70.

## Títulos
Avaí
- Campeonato Catarinense: 1973 e 1975

Joinville
- Campeonato Catarinense: 1978